# 瘋麻將16張
《瘋麻將16張》是一款單機版4人麻將16張小遊戲，遊戲中採取有花牌的144張麻將制，但是在遊戲中只會出現海底裡面丟出什麼牌而沒有四面的蓋著之牌，是這款遊戲特別的地方之一。

## 遊戲內容
遊戲的主要內容如同名字一樣，一個專門玩麻將的遊戲。遊戲中採取關卡制以及風局制（4圈制）的單機版電腦小遊戲。 遊戲開始後會自動擲骰子，玩家可以隨時退場，不需摸完4圈。主打自主打牌，不受任何因素干擾而可自己單機玩麻將的特色。您亦可使用手上金幣來調整金庫、金雞下的金蛋等級。

## 排行
您亦可至排行板上查看您手中遊戲金額和排名是在全體玩家第幾名。

## 反響
由台灣獨立研發製作的瘋麻將16張，有別於他款麻將手遊皆以玩家連線對戰，瘋麻將16張主打離線可玩的單機版遊戲，不需要線上等待玩家湊桌，更不用擔心半途離線被扣金幣的窘境，免去了許多線上對戰的麻煩，而畫面簡單且操作直覺，沒有多餘的影音效果反而讓玩家能夠更自在的體驗遊戲。根據網友的評價，也能顯示出這款麻將遊戲為何受歡迎。

## 外部連結
- 瘋麻將 台灣正統16張 - YouTube （页面存档备份，存于）
- 瘋麻將 正統台灣16張 ★★★★★ - Fiiser App Search Engine(電腦版)[永久]